# Стшегово (гмина)
Стшегово (пол. Strzegowo) — сельская гмина (волость) в Польше, входит как административная единица в Млавский повет, Мазовецкое воеводство. Население — 7950 человек (на 2004 год).

## Демография
| Перепись                       | Всего   | Всего | Женщины | Женщины | Мужчины | Мужчины |
| ------------------------------ | ------- | ----- | ------- | ------- | ------- | ------- |
| Единицы                        | человек | %     | человек | %       | человек | %       |
| Население                      | 7950    | 100   | 3956    | 49,8    | 3994    | 50,2    |
| Плотность населения (чел./км²) | 37,1    | 37,1  | 18,5    | 18,5    | 18,6    | 18,6    |

## Сельские округа
1. Адамово
2. Аугустово
3. Брегине
4. Буды-Мдзевске
5. Буды-Сулковске
6. Буды-Волиньске
7. Хондзыны-Круше
8. Хондзыны-Куски
9. Чарноцин
10. Чарноцинек
11. Дальня
12. Домброва
13. Дрогишка
14. Гелчин
15. Гижын
16. Гижынек
17. Грабенице
18. Игнацево
19. Юзефово
20. Конотопа
21. Контреверс
22. Ковалевко
23. Кусково
24. Лебки
25. Марысинек
26. Мончево
27. Мдзевко
28. Мдзево
29. Недзбуж
30. Покрытки
31. Прусоцин
32. Рудово
33. Рыдзын-Шляхецки
34. Рыдзын-Влосчаньски
35. Стшегово
36. Сулково-Борове
37. Сулково-Польне
38. Сыберя
39. Унежиж
40. Униково
41. Воля-Каниговска
42. Забеле

## Поселения
1. Александрово
2. Баранек
3. Буды-Будзке
4. Буды-Гижыньске
5. Буды-Ковалевковске
6. Буды-Польске
7. Буды-Стшеговске
8. Буды-Зофийки
9. Дрогишка-Тартак
10. Гатка
11. Гелчинек
12. Хута-Эмилиа
13. Козлово
14. Кусково-Кмеце
15. Кусково-Бзуры
16. Кусково-Глинки
17. Лещына
18. Маряново
19. Нова-Марыська
20. Новины-Гижыньске
21. Новополе
22. Парувки
23. Радзимовице
24. Сментне
25. Стара-Марыська
26. Старогубы
27. Суйки
28. Шахово
29. Шиманьщыки
30. Тополевщызна
31. Тухово
32. Залесе

## Соседние гмины
1. Гмина Цеханув
2. Гмина Глиноецк
3. Гмина Рачёнж
4. Гмина Радзанув
5. Гмина Регимин
6. Гмина Ступск
7. Гмина Шреньск
8. Гмина Виснево